# بيري برادفورد
بيري برادفورد (بالإنجليزية: Perry Bradford)‏ هو عازف بيانو وملحن ومغني أمريكي، ولد في 14 فبراير 1893 في مونتغومري في الولايات المتحدة، وتوفي في 20 أبريل 1970 في نيويورك في الولايات المتحدة.

## وصلات خارجية
- بيري برادفورد على موقع ميوزك برينز (الإنجليزية)
- بيري برادفورد على موقع ديسكوغز (الإنجليزية)